# ミキプサ
ミキプサ（Micipsa, 生年不詳 - 紀元前118年）は、ヌミディアの王。

## 一族
- マシニッサ（父）:前ヌミディア王。
- アドヘルバル（長男）:ユグルタとの戦いで敗死。
- ヒエンプサル1世（次男）:ユグルタとの戦いで敗死。
- グルッサ（次弟）
- マッシウァ（甥）:ヌミディア王の潜在的な後継者候補だったが、ローマ滞在中にユグルタにより暗殺される。
- マスタナバル（三弟）
- ユグルタ（甥、養子）:マスタナバルの庶子。ミキプサの二人の実子と王権を三分するが、それを不服として二人を殺害する。
- ガウダ（甥）:マスタナバルの嫡子。ユグルタの次に王となった。以降、ガウダの系統がヌミディア王となる。

## 即位前の経歴
紀元前151年、マシニッサはミキプサと弟のグルッサをカルタゴに派遣し、国外追放されている親ヌミディアの政治家の帰還を許すよう求めたが、拒否された。その上カルタゴのハミルカル（Hamilcar the Samnite）一派がミキプサの一団を襲い、数人が殺された。この事件によりヌミディアとカルタゴの争いが激化していき、後の第三次ポエニ戦争にの遠因ともなった。

## 王としての経歴
紀元前148年にマシニッサが死去すると、遺言執行人のスキピオ・アエミリアヌスのもと王国はミキプサ、グルッサ、マスナナバルに分割統治されることになった。ミキプサがヌミディアの首都キルタ（現コンスタンティーヌ、アルジェリア）を含む地域を治めることになった。
ミキプサ達は父の意志を受け継ぎカルタゴとの戦争を継続した。第三次ポエニ戦争が勃発し、紀元前146年にカルタゴは滅亡した。このときカルタゴは破壊されたが、そこからカルタゴ人がヌミディアに逃れてきた。彼らはヌミディアの文化的・経済的な発展の一助となった。その後グルッサとマスタナバルは相次いで死去し、ミキプサが王国全土を統治することになった。
カルタゴ滅亡後、ミキプサは甥ユグルタを養子に迎えた。ユグルタは王の子として待遇され、堅実な軍事訓練を施された。その後もヌミディアは同盟国として、ローマの軍事行動の補助を行った。紀元前142年にローマ軍司令官クィントゥス・ファビウス・マクシムス・セルウィリアヌスがミキプサに宛てた書簡には、ルシタニアのウィリアトゥスの反乱の鎮圧のため、軍用象の部隊を送るよう要請している。また、紀元前134年にはスキピオ・アエミリアヌスのヌマンティア攻略に際し援軍を送った。このときユグルタも派遣されている。

## 死後
ミキプサは紀元前118年に亡くなった。遺言により国は三分割され、実子アドヘルバル、ヒエンプサル（1世）及び養子のユグルタにより治められることとなった。しかし、王権の三分割に不満を持ち単独の王となることを望んだユグルタがミキプサの死後一年もせずに内乱を起こし、ヒエンプサルは戦死した。紀元前116年、ローマ元老院の仲裁により西部を生き残った実子のアドヘルバルが、東部をユグルタが統治することで収まった。
しかし紀元前113年にユグルタが西部に攻め込み、アドヘルバルも戦死した。このとき多くのローマ人も巻き込まれて死亡したことを受けてローマは紀元前112年にヌミディアへ侵攻した（ユグルタ戦争）が、ユグルタが講和を申し出たのでこれを受け、事態は一時沈静化した。しかしユグルタがローマ滞在中の従兄弟マッシウァを暗殺したことを受け、紀元前110年、ローマは再びヌミディアに攻め込んだ。ユグルタは敗北し、紀元前105年に王位はガウダへと移った。ユグルタは後に紀元前104年に行われたガイウス・マリウスの凱旋式の際に処刑されている。